# 1397 Умтата
1397 Умтата (1397 Umtata) — астероїд головного поясу, відкритий 9 серпня 1936 року.
Тіссеранів параметр щодо Юпітера — 3,325.
Названо на честь Умтата (англ. Mthatha) — міста в Південно-Африканській Республіці.